# Ferry Farm
Ferry Farm est le nom de la ferme et de la maison où George Washington passa la majeure partie de son enfance. Le site se trouve dans le Comté de Stafford (Virginie) le long de la rive nord de la Rappahannock. Elle fut baptisée après le départ de la famille Washington.